# Église de Suomenlinna
L'église de Suomenlinna est une église sur l'île de Suomenlinna au large d'Helsinki en Finlande.

## Histoire
L'église fut à l'origine construite en tant qu'Église orthodoxe pour la garnison des troupes de Russie de la forteresse côtière de Suomenlinna. Inaugurée en 1854, elle possédait alors cinq bulbes,. 
Elle fut convertie en une église évangélique-luthérienne pendant les années 1920 et redessinée. Ses nombreuses icônes furent stockées par la municipalité d'Helsinki, et leur emplacement actuel reste inconnu[réf. souhaitée]. 

## Particularités
Une des particularités du bâtiment est que son dôme central est également utilisé comme phare. Une anecdote à ce sujet, son signal lumineux se compose de 4 signaux brefs, représentant en alphabet morse la lettre H comme Helsinki.
L'église est très prisée pour les mariages et constitue un des points de repères principaux pour des voyageurs arrivant à Helsinki par la mer.